# Poarta Focșanilor
Poarta Focșanilor reprezintă o structură teritorială cheie, cu rol de coridor de mobilitate⁠(en)[traduceți] în ambele sensuri, localizată în România la marginea de sud a Zonei de Operații Est (Moldova Occidentală). Terenul său jos altitudinal este prielnic tancurilor și favorizează războiul de manevră, manevrele fiind însă canalizate de către contextul geografic de o astfel de manieră, încât în mod practic folosirea sa devine obligatorie. Valoric, din punct de vedere militar se află în strânsă interdependență cu lanțul montan al Carpaților Orientali, operarea acesteia depinzând de blocarea cu succes a trecătorilor montane ale acestora.
Structura are lățimea de la vest la est de 80-85 Km și profunzimea de la nord la sud de aproximativ 60 km, fiind localizată pe teritoriul județelor Vrancea, Buzău, Galați și Brăila, între dealurile subcarpatice, situate la vest și cursurile inferioare ale Prutului și Dunării, situate la est. Ea grupează 2 direcții de nivel operațional: cea a văii Siretului care vine din nordul Moldovei și cea a Bugeacului și deschide direcții strategice și operative la nivelul teritoriului românesc spre București și Constanța, iar de-a lungul acestuia spre Europa Centrală și spre Balcani.
Coridorul are o importanță fundamentală pentru Organizația Tratatului Atlanticului de Nord și Uniunea Europeană, având caracterul de potențial câmp de bătălie. Deocamdată reprezintă un punct vulnerabil al Flancului Estic al NATO. Vulnerabilitatea se datorează atât insuficientei dotări cu mijloace tehnice a Armatei Române, cât și a deficiențelor actuale de infrastructură rutieră și feroviară regională din România și din zona balcanică.  Deficiențele acestea au un impact semnificativ asupra capabilității partenerilor NATO de a transfera rapid și anticipativ trupe și tehnică de luptă în Poartă și de a asigura suportul logistic.
Paradigma politico-militară a Porții Focșanilor în cadrul doctrinei apărării centralizate a României, în care Muntenia și Bucureștiul sunt zona centrală de apărare, este asociată prezumției că Moldova nu poate fi apărată de un atac terestru al unor trupe inamice venite din est, motiv pentru o retragere inițială pe poziții din start mai avantajoase pentru defensivă, cu scopul de a fi terenul recâștigat, ulterior, cu ajutorul aliaților din NATO. Această abordare pune însă zona Moldovei într-o poziție de inferioritate din perspectiva apărării, cu consecințe negative asupra statusului din prezent și al dezvoltării pe viitor, a regiunii. Evoluția invaziei actuale a Rusiei în Ucraina indică oportunitatea de schimbare a acestei paradigme, astfel încât să se opteze pentru apărarea echilibrată a întregului teritoriu național românesc.

## Istoric
În trecut, zona geografică respectivă a avut caracterul de culoar de acces pentru imperiile Otoman și Rus, folosit cu scopul de a pătrunde în provinciile istorice românești Moldova și Valahia. În acest context au avut loc numeroase lupte aici în cadrul unor războaie, care, au implicat imperiile vecine.
Lecția a fost că în Rusia nu se poate avea încredere, chiar și atunci când promite ceva, și că schemele și obiectivele politice rusești cu privire la România erau amenințări de moarte pentru statul român.
Fortificarea defensivă permanentă a terenului din Poarta Focșanilor a fost văzută ca o necesitate, după ce Imperiul Rus a încălcat după Războiul Ruso-Turc termenii Convenției semnate în 1877 cu Regatul României și i-a răpit acestuia la San Stefano și la Berlin trei județe. Drept efect, între 1888 și 1893 au fost edificate în interiorul coridorului Linia fortificată Focșani-Nămoloasa-Galați și un  cap de pod, la Mărășești.
| Imagine indisponibilă                                                   |  | Imagine indisponibilă                                              |
| Înaintarea trupelor Puterilor Centrale spre Poarta Focșanilor, în 1916. |  | Înaintarea trupelor Armatei Roșii prin Poarta Focșanilor, în 1944. |

Prima utilizare operațională a porții a fost în 1916 în timpul Primului Război Mondial, când retragerea trupelor române în fața celor ale Puterilor Centrale s-a oprit aici. Defensiva „porții moldovenești”, orientată însă spre sud și nu spre nord-est, conform intenției inițiale, a fost asigurată atunci de trupele aliate române și ruse.
Foaie verde măghiran,
Mărășești loc năzdrăvan,
Opriși oaste-mpărătească
În poartă moldovenească,...
În 1917, poarta a fost locul în care s-a desfășurat, cu suportul trupelor ruse, bătălia defenisvă de la Mărășești. De asemenea, a servit ca bază operativă pentru operația ofensivă de la Mărăști.
În perioada interbelică a fost la modă în gândirea militară fortificarea zonelor vulnerabile, în perspectiva războiului pozițional, ceea ce a implicat și concepțiile referitoare la Poarta Focșanilor, sau la principalelele trecători din Carpații Orientali.
În Al Doilea Război Mondial, în anul 1944, când forțele sovietice au ajuns în nord-estul României, Carpații și Poarta Focșanilor au fost luate în considerare ca fiind fundamentale în ce privește încercarea de a câștiga timp și în acțiunea de uzare a forțelor sovietice. Planul germano-român a avut în vedere o apărare mobilă în zona Iașilor, blocarea înaintării forțelor sovietice peste Carpații Orientali și dirijarea trupelor inamice spre poartă, unde fuseseră luate măsuri ample pentru a fi făcută impenetrabilă. După schimbarea taberei din august 1944 însă, Armata Română s-a regrupat și s-a asigurat că forțele sovietice trec nestingherite prin Poarta Focșanilor. După război, fortificațiile care existau au fost dezafectate drept efect al intervențiilor ruse.
Succesiv anexării Crimeii de către Federația Rusă și declanșării Războiului din Donbas, militarii români au propus în cadrul NATO operaționalizarea din nou a Porții Focșanilor.

## Caracteristici
În prezent, amenajarea militară a teritoriului Românei păstrează viziunea secolului XIX, în care gândirea securității naționale plasează linia de apărare dinspre Rusia în Poarta Focșanilor. Această concepție asigură Moldovei Occidentale un statut de zonă tampon și respectiv de teritoriu de confruntare.
Din punct de vedere valoric militar, Poarta se află în strânsă interdependență cu lanțul montan al Carpaților Orientali, operarea acesteia depinzând de blocarea cu succes a trecătorilor montane ale acestora. Prin caracterul său de pâlnie bidirecțională și cu terenul său prietenos pentru tancuri, ea reprezintă din punct de vedere militar una dintre cele mai critice zone operaționale din România. În circumstanțe adecvate însă poate să devină și o capcană operațională, care oferă puține posibilități de scăpare.
Dimensional, este prea mare pentru ca accesul prin ea să fie limitat de armamentul convențional⁠(en)[traduceți] și în același timp suficient de mare pentru a reprezenta o invitație către războiul de manevră.
Comparativ, Coridorul Suwałki poate fi închis de focul de artilerie, capabil să distrugă în același timp atât un eventual atacator, cât și forțele terestre care ar încerca să-l ocupe cu scopul de a-i asigura defensiva. La rândul său Coridorul Fulda⁠(en)[traduceți] se poate constitui atât într-o gâtuitură din punct de vedere tactic, cât și într-o momeală pentru o încercuire operațională.

### Geografice
Poarta reprezintă o structură teritorială cheie cu rol de coridor de mobilitate, localizată în România la marginea de sud a Zonei de Operații Est.
Convențional, limitele ei sunt:
- la nord: linia Panciu – Tecuci – Foltești
- la vest: linia Panciu – Odobești – Râmnicu Sărat
- la est: linia Foltești – Galați – Brăila – Tichilești. Practic, se întinde de la 25 km nord de Galați de la Foltești, pe cursul inferior al Prutului până la Galați și de aici, pe cursul inferior al Dunării până la 15 km sud de Brăila, la Tichilești.
- la sud: linia Râmnicu Sărat – Șuțești – Tichilești

Poarta Focșanilor - relief și încadrare geografică

Terenul are lățimea de la vest la est de 80-85 Km și profunzimea de la nord la sud de aproximativ 60 km, pe direcția Ianca – Nămoloasa  – Cudalbi. Administrativ, poarta ocupă un teritoriu aflat în 4 județe: Vrancea, Galați, Buzău și Brăila, reședințele de județ având un rol important din punct de vedere al localizării echipamentelor de telecomunicații și informații, al facilităților de comandă și nu numai, precum și în ce privește gruparea și orientarea căilor de comunicație feroviară și rutieră.
Tipologia sa se înscrie celei generale a unui astfel de coridor terestru, deschis în ambele sensuri și care are calitatea de a canaliza manevrele de o astfel de manieră, încât în mod practic folosirea sa devine obligatorie. Uzual, dacă în interiorul unei astfel de zone caracteristicile acesteia nu împiedică manevrele, în exteriorul lor manevrarea trupelor este, pentru un anumit tip de formațiuni militare, de la dificilă la imposibilă.
Rețeaua de comunicații terestre include:
- linii de cale ferată, cele mai importante fiind pe comunicațiile: Mărășești – Focșani, Făurei – Tecuci,  Mărășești – Tecuci – Galați, Galați- Brăila și Bârlad – Galați. Aproape toate stațiile de cale ferată au rampe de încărcare-descărcare.
- drumuri, cele mai importante fiind pe comunicațiile:Mărășești - Focșani – Râmnicu Sărat, Mărășești - Tecuci, Tecuci - Galați, Galați - Brăila, Hanu Conachi – Măicănești și Măicănești - Râmnicu Sărat, Odobești - Focșani și Focșani - Măicănești, Râmnicu Sărat - Șuțești - Brăila.
- corpuri de apă: Dunărea (navigabilă de principiu pe tot parcursul anului, mai puțin în unele perioade hibernale în care poate îngheța), Prutul și Siretul (ultimele două pretabile în cel mai bun caz numai pentru ambarcațiuni mai mici)
- poduri diverse. Dunărea poate fi, de asemenea trecută cu bacuri de 300 de tone, cu un timp mediu de traversare de 30 de minute, la Brăila[13] și Galați,[14] Din iulie 2023 s-a deschis circulației un podul rutier peste Dunăre de la la Brăila.[15]

O cale ferată cu ecartament îngust cu rol strategic, având 10 stații și o ramificația cu 4 gări, a fost construită de către Armata Imperială Germană  în anul 1917, între Râmnicu Sărat de localitatea Traian, Brăila. Aceasta a funcționat până la sfârșitul anilor 1920. Șinele acesteia au fost demontate însă începând cu anul 1939, pentru ca traseul căii ferate înguste să fie refăcut între 1949 și 1944 între Traian Sat și Cotești, Vrancea (lângă Focșani spre sud), cu 13 stații și 3 depouri. Linia reconstruită era gândită drept „linie de rocadă” între magistralele feroviare care duceau la Brăila și la Focșani, care urma să deservească Linia fortificată Focșani-Nămoloasa-Galați, în eventualitatea unei rezistențe pe frontul din Moldova împotriva Armatei Roșii. Noua linie a funcționat însă doar până în anul 1946.

Sunt disponibile și piste de aterizare din asfalt sau pământ, pretabile pentru avioane cu aripă fixă.

### Operaționale
Acest coridor grupează și deschide direcții strategice și operative la nivelul teritoriului românesc, iar de-a lungul acestuia spre Europa Centrală și spre Balcani. Ea grupează astfel 2 direcții de nivel operațional: cea a văii Siretului care vine din nordul Moldovei și cea a Bugeacului, care vine de-a lungul Mării Negre pe la Odesa. Ambele converg spre București și dau o ramură spre Constanța. Câmpia plată din partea de sud a porții flanchează Dunărea și se deschide pe valea acesteia spre Europa Centrală (în Direcția Strategică Vest), iar de aici spre Direcția Strategică Sud-Vest (spre câmpiile din nordul Italiei). De asemena, din Câmpia Română prin Bulgaria se orientează Direcția strategică de Sud-Est, spre regiunea Greciei continentale și spre zona strâmtorilor Bosfor și Dardanele.
În raport însă cu posibilitățile unui inamic care vine dinspre sud, pentru a încerca să rupă apărararea Porții, cele două direcții de interzis în Zonei de Operații Est sunt:
- - între Carpații Orientali și Siret: Focșani – Târgu Ocna – Buhuși – Târgu Neamț – Suceava – Rădăuți, cu o capacitate de una până la două mari unități.
  - între Siret și Prut: Nămoloasa – Bârlad – Vaslui – Iași – Săveni, cu o capacitate tactică de două până la trei mari unități.

Terenul din interiorul porții nu împiedică manevrele militare, predominând terenurile de joasă altitudine, precum câmpiile și văile râurilor. Râurile interioare, deoarece sunt corpuri de apă reduse, în general nu reprezintă obstacole importante. Corpurile de apă cu rol de barieră semnificativă se orientează de la nord la sud în porțiunea sa nordică, în timp ce în partea de sud corpurile de apă care pot avea rol de barieră se orientează de la vest la est. Limitele vestică (subcarpatică) și estică (cursurile de apă ale Prutului și Dunării) impun însă înaintarea obligatorie prin poartă, deoarece limitele nordică și sudică oferă prin intermediul terenului (elevații, elemente de acoperire) și localităților doar posibilitatea organizării unor linii defensive modeste, care nu pun probleme deosebite forțelor mecanizate, blindate și aeriene.
Zonele centrale și cele estice, care corespund văii Siretului inferior, sunt câmpii joase altitudinal mărginite la est de Podișul Covurlui și la vest de localitățile din dealurile subcarpatice. Acestea se continuă spre sud cu un spațiu plat și deschis, în care arealul Galați-Brăila este printre cele mai joase din punct de vedere altitudinal din România. Posibilitățile de adăpostire, ascundere și protecție a trupelor sunt limitate în această zonă, care este total accesibilă operațiunilor militare.
În Poarta Focșanilor la nord de cursul inferior al Siretului se află cel mai probabil raion pretabil la folosirea desantului aerian operativ de către inamic din Zonei de Operații Est. În raport cu posibilitățile de a putea împiedica o eventuală constituire a unui cap de pod, dimensiunea corpurilor de apă nu este semnificativă, cu excepția Dunării și Siretului, ultimul constituindu-se într-un obstacol semnificativ între Mărășești și zona de vărsare în Dunăre. Există însă posibilități de folosire a unor albii noroioase și maluri abrupte ca obstacole anti-blindate, evidențiindu-se în acest sens râul Buzău, care în partea de vest are o valoare superioară ca obstacol de acest gen. Există, alături de zone noroioase și lacuri, obiective a căror valoare militară poate fi sporită prin lucrări de inginerie militară.
Podurile existente (de mare importanță fiind cele care asigură traversarea Siretului) sunt prevăzute să suporte următoarele tonaje pe axă:
- modernizate: simple 10 tone/axă, duble 16 tone/axă
- drumuri naționale și de interes local: simple 7,5 tone/axă, duble 12 tone/axă

## Context actual

### Geostrategic

Zona Mării Negre

Geopolitic, România este o țară de frontieră a Organizației Tratatului Atlanticului de Nord și a Uniunii Europene, ceea ce o transformă într-o potențială țintă directă a primului efort ofensiv al unei eventuale agresiuni militare sau de altă natură, venită dinspre est.
După mijlocul anilor 2000 Rusia a inițiat, ca agresor, conflicte cinetice în Zona Mării Negre și a dezvoltat în acest areal capacități militare care au asigurat zonei un rol de platformă de proiecție a puterii sale militare spre alte zone ale lumii.
   Vezi și articolul:  [[]]Vezi și articolele [[]] și [[]]Vezi și articolele Războiul Ruso-Georgian, Războiul ruso-ucrainean (din 2014) și Intervenția militară a Rusiei în Războiul civil din SiriaVezi și articolele [[{{{7}}}]], [[{{{8}}}]], [[{{{9}}}]] și [[{{{10}}}]]Vezi și articolele [[{{{11}}}]], [[{{{12}}}]], [[{{{13}}}]], [[{{{14}}}]] și [[{{{15}}}]]Vezi și articolele [[{{{16}}}]], [[{{{17}}}]], [[{{{18}}}]], [[{{{19}}}]], [[{{{20}}}]] și [[{{{21}}}]].

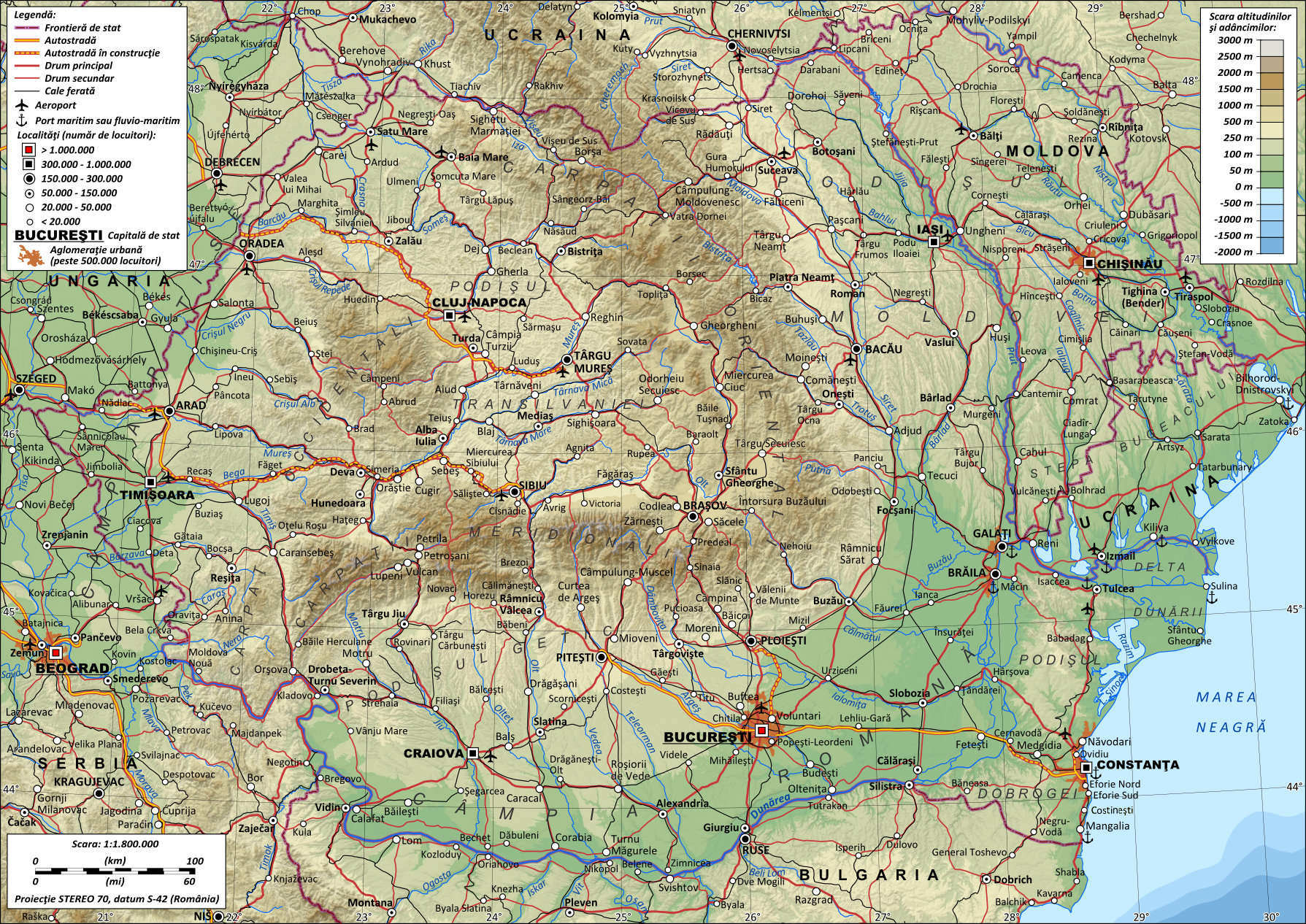
Arealul Zonei de Operații Est situat între Prut și Carpații Orientali, în Moldova Occidentală, pe Harta României.

În același timp, Federația Rusă a căutat prin aceste capabilități să-și asigure dominația totală atât a bazinului Mării Negre, cât și aspațiului situat mai departe de acesta. La nivelul anului 2019, capabilitățile anti-acces și de interdicție dezvoltate de către militarii ruși erau deja în stare să decurajeze, să perturbe sau să interzică un eventual răspuns aliat în sprijinul unui stat membru NATO riveran Mării Negre, eventual vizat de Rusia.
Având continuitate cu tendința statului rus de a crea instabilitate în zona sa limitrofă din spațiul ex-sovietic, invadarea Ucrainei de către Rusia în 2022 a debutat având printre paradigmele sale militare și anexarea litoralului ucrainean la Marea Neagră până în sudul Basarabiei istorice, a Insulei Șerpilor și a Transnistriei, ceea ce ar plasa-o într-o poziție de acces la urile Dunării, precum și în proximitatea porturilor românești dobrogene și mai ales a Porții Focșanilor. Aceasta ar plasa statul rus în poziția de a-și putea exercita o influență crescută asupra zonelor extracarpatice ale României și i-ar oferi oportunitatea de a-și crea culoare noi, dedicatea scopului unor alte ofensive politico-ideologice în zona Balcanilor și a Europei Centrale.

Deoarece deschide la nivelul României direcții strategice spre Europa Centrală, de Est și de Sud-Est, coridorul se constituie într-un element de importanță fundamentală pentru NATO și al Uniunii Europene, având caracterul de potențial câmp de bătălie, asemeni sectorului situat în Polonia, între fluviile Vistula și Bugul de Vest. În contextul operativ-strategic menționat mai sus, pasul următor al Alianței Nord-Atlantice a fost, în zonă, acela de a se reîntoarcere la politica de descurajare și de apărare. În cadrul acesteia, spațiul terestru are un rol fundamental în ansamblul mediului operațional, ceea ce  implică necesitatea unei abordări unitare și robuste a prezenței NATO, de la Marea Baltică la Marea Neagră.

### Operațional local
Abordarea problematicii militare a porții, din perspectiva fortificării acesteia și a trecătorilor din Carpații Orientali, se include strategiei războiului pozițional. Există însă și perspectiva dinamică a războiului de mișcare și a manevrei forțelor, cu redefinirea rolului tipurilor de forțe (armelor).
Pentru a ajunge la și a ieși de pe câmpul de luptă al porții trebuiesc traversate multe râuri, complexul de condiții asociate acesteia determinând, într-un final, ca intrarea și ieșirea din aceasta să se facă foarte greu. De aceea, dificultățile asociate cu ajungerea pe câmpul respectiv de luptă fac necesară folosirea de către inamic a unor forțe foarte mari, pentru a putea pătrunde, rămâne și pacifica.
Din perspectiva actuală a defensivei, rezolvarea problemelor legate de transportul rutier și feroviar, pentru a ajunge aici, reprezintă în prezent o provocare de investiții pe termen lung. Pe de altă parte, este nevoie de urmărirea unor indicatori foarte timpurii care să se raporteze la planurile de mobilitate militară⁠(en)[traduceți], asociate unei posibile crize apropiate de război, în acest areal. Motivul este reprezentat de necesitatea mișcărilor de trupe care trebuiesc efectuate foarte din timp, de-a lungul foarte multor sisteme multimodale de transport.

#### Acțiuni militare cinetice
În anul 2019 a fost efectuată o simulare⁠(en)[traduceți], la Academia Forțelor Terestre „Nicolae Bălcescu” din Sibiu, a unui conflict cinetic în care România ar fi atacată de forțe militare superioare pe direcțiile de nivel operațional nordică și estică. Simularea a condus la concluzia că, la nivelul de dotare existent la acel moment, cel mai probabil Armata României nu avea capabilitățile necesare să împiedice preluarea Porții Focșanilor încă din primele 24 de ore de la atac de către forțele inamice, indiferent din care dintre cele două direcții de nivel operațional ar fi provenit atacul. Situația s-ar fi putut schimba în sensul asigurării unei stabilități defensive și a preluării inițiativei operaționale, ambele necesare câștigării de timp până la venirea sprijinului din partea forțelor militare aliate, considerând posibilitatea unei modernizări complete a forțelor militare române și dispunerea din timp de capabilități întărite interoperabile din partea forțelor aliate.
Ulterior, în 2021, un material publicat de Centrul de Analiză a Politicii Europene din Washington, D.C. a estimat un necesar de angajare a 20 de brigăzi în zona sud-estică a flancului NATO pentru a se putea asigura cu succes apărarea inițială în Poarta Focșanilor, în contextul unui prezumtiv atac din partea trupelor ruse.

#### Mobilitate militară
România și Bulgaria... regiune notorie pentru comunicațiile și legăturile de transport slabe.
Vulnerabilitatea existentă la nivelul Flancului Estic al NATO în zona Porții Focșanilor a fost reconfirmată un an mai târziu, în cadrul unui seminar de mobilitate militară, care a evidențiat un rol critic al infrastructurii rutiere și feroviare existente, suport al capabilității de a transfera rapid și anticipativ trupe și tehnică de luptă de către partenerii NATO, în poartă.
Deplasarea unei forțe de sprijin (precum cele 20 de brigăzi menționate mai sus), cu tot necesarul său inițial de muniție (12.000 de tone) și de motorină (20.000 de tone), în contextul infrastructurii existente în zonă (săracă și învechită, cu restricții de trafic și organizată în coridoare rutiere și feroviare inadecvate și nesigure) ar lua foarte mult timp și, de aceea, aceasta ar necesita o planificarea riguroasă în avans.

Cu începere din 2020 a debutat conturarea unui program dezvoltare a infrastructurii în regiunile de est și de sud-est ale României și s-a dat startul operaționalizării acestuia. Consolidarea parcursului occidental a României, Moldovei și Ucrainei s-a asociat, astfel, cu necesitatea dezvoltării infrastructurii de transport, suport al dezvoltării economice și al capacității de răspuns rapid al NATO⁠(en)[traduceți] împotriva unor amenințări de natură militară.
Armonizându-se cu dezideratele consemnate mai sus, Planul Național de Redresare și Reziliență al României (acronim PNNR) a inclus ca țintă în proporție de 70% proiecte majore de infrastructură (cu predilecție rutieră și feroviară), în mod semnificativ corelate cu situația geostrategică și geopolitică prezentă (2022). În context, în cele două regiuni de dezvoltare din partea de est, PNNR-ul a inclus în finanțare Autostrada A7, care leagă Moldova de Muntenia și Autostrada A8, care leagă de Transilvania (și implicit de Uniunea Europeană), Moldova.
Suplimentar, în arealul Porții Focșanilor sunt proiectate să fie edificate mai multe drumuri expres: Buzău–Brăila și Focșani–Brăila, precum și conexiunea expres către Tulcea și Constanța, alături de drumul de centură ala Galațiului și Podul peste Dunăre de la Brăila.

Printre măsurile necesare rezolvări problemei reprezentate de mobilitatea militară redusă de la nivelul regiunii au fost identificate:
- formularea unui cadru juridic comun la nivel european, pentru trecerea frontierelor de către trupe, echipamente și muniție.[28]
- prepoziționarea adecvată de stocuri de combustibili și lubrifianți[33]
- în vederea transportării echipamentului greu sunt necesare construcția peste Dunăre a unui nou pod feroviar, operarea de feriboturi pe cursul inferior al fluviului și deținerea unui număr suficient de barje capabile să transporte vehicule feroviare și să formeze poduri de pontoane peste Dunăre.[33]
- efectuarea unei evaluări adecvate a vulnerabilităților rețelei feroviare și a punctelor critice intermodale, în care se poate produce o sufocare a traficului.[33]
- crearea unui „lift maritim”, capabil să opereze cu baza în Grecia[33]
- apelarea la combinații de soluții de transport aerian, terestru și maritim încă de la începutul fazei pre-criză.[33]
- folosirea unor rute de transport cât mai sigure, cum ar fi cea din Polonia spre România via Liov (Ucraina), înainte de declanșarea conflictului (aceasta putând fi eficientă numai prin folosire cu mult timp înainte) și din Grecia spre România via Bulgaria, după declanșarea acestuia.[37]
- modernizarea infrastructurii existente în România, atât terestră (caracterizată actual de drumuri și tuneluri înguste, precum și de poduri slabe), rutieră și ferată, cât și fluvială sau aeriană, precum și optimizarea coridorului fluvial dunărean pe tot traseul său, din Germania până la Marea Neagră.[37]
- susținerea unui plan național de dezvoltare a rețelei de transport, în conexiune cu fonduri europene destinate mobilității militare⁠(en)[traduceți].[37] Se adaugă participarea la proiectele sprijinite de Statele Unite ale Americii Rail-2-Sea și Via Carpatia în cadrul Inițiativei celor Trei Mări.[25]
- îmbunătățirea cooperării cu Serbia.[37]

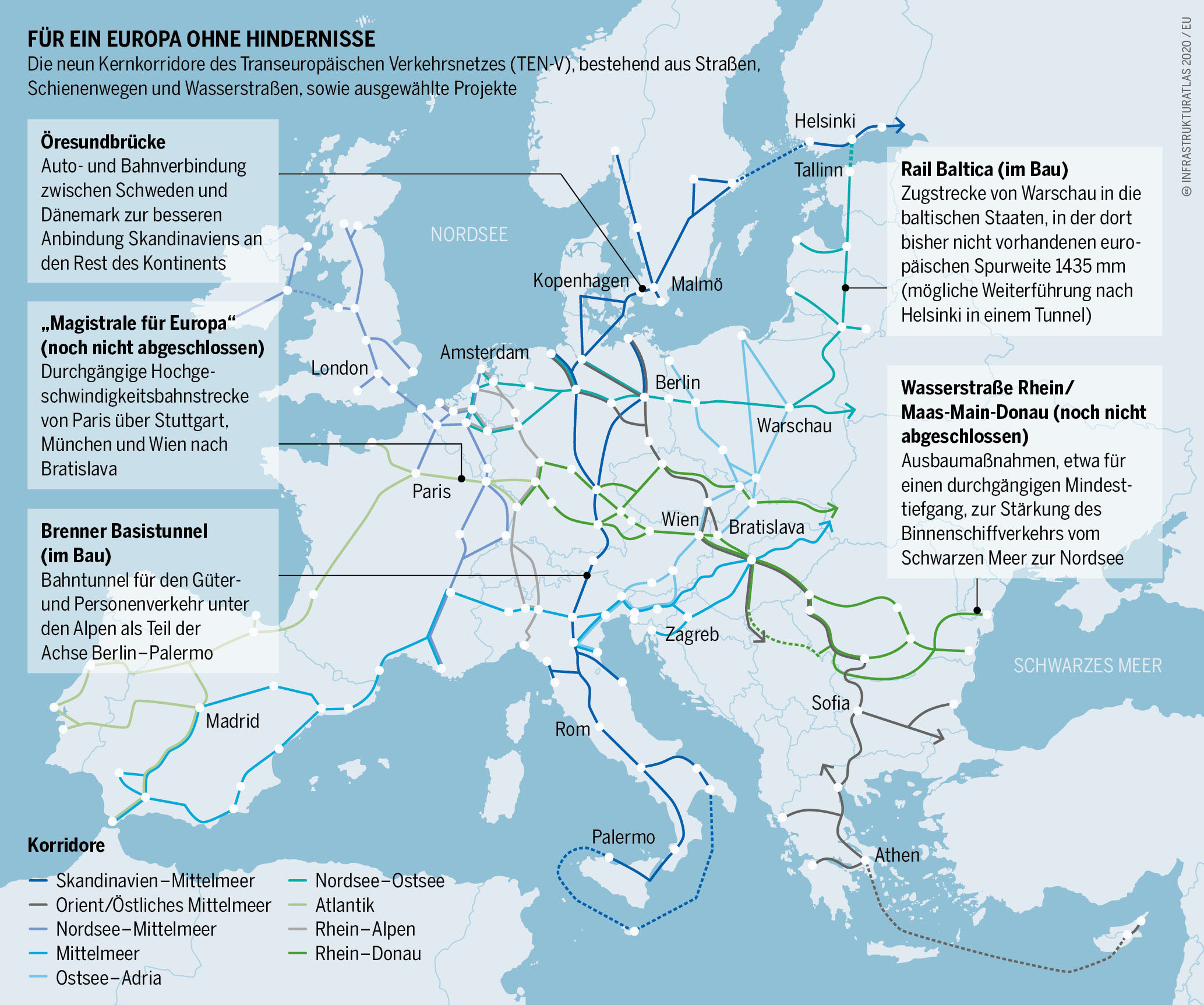
Coridoarele de transport europene.

- adaptarea rețelei trans-europene de transport și a coridoarelor ei aferente, pentru transportul unor mijloace militare supradimensionate.[37]

- standardizarea ecartamentului și capacității de transport a căilor ferate în întreaga regiune.[38]
- potențarea procesului decizional, atât la nivel politic (prin coerență al nivelul Uniunii Europene), cât și la nivel de cerințe (prin intermediul NATO)[38]
- antrenamente și exerciții militare operaționale în comun UE-NATO, cu implicarea, alături de militari, și a civililor.[38]
- coordonarea la comun a autorităților regionale de transport de către tandemul UE-NATO.[38]

#### Riscuri suplimentare de securitate
Diminuarea riscurilor de securitate, asupra forțelor militare aflate în tranzit spre Poarta Focșanilor, implică de asemenea luarea în considerare a unor acțiuni ofensive în spațiul cibernetic a unor tulburări civile sau a unor deplasări mari de populație, ori a întreruperii căilor de comunicație.
Există de asemenea, în regiune, o lipsă a posibilității de suport aerian cu foc a trupelor terestre până la sosirea mijloacelor tehnice din Polonia sau Germania, pentru primele 48-72 de ore ale unui eventual conflict.
Nu în ultimul rând, penetrarea structurilor politice – în principal din Ungaria și Serbia, de către Rusia în cadrul războiului de nouă generație⁠(en)[traduceți], poate crea dificultăți suplimentare transportului de mijloace militare, dificultăți care pot apărea însă chiar și în Bulgaria.

## Critici

### Legate de scenariul de atac
Scenariul atacării Porții Focșanilor de forțe militare superioare pe direcțiile de nivel operațional nordică și estică nu întrunește opinii unanime.
Există astfel opinia că un astfel de scenariu de atac este destul de puțin plauzibil, din cauza reliefului atât de complicat al porții.
Pe de altă parte, veridicitatea scenariului sau raportarea sa la altele, poate mai verosimile, nu pot fi considerate separat în cadrul unei abordări independente de contextul general defensiv, în care un eventual atac conjugat al forțelor inamice de la est ar viza aero-naval și balistic, în mod evident o linie a frontului mult mai extinsă.

### Legate de doctrina apărării centralizate
Conform istoricului (civil) ieșean Mihai Chiper, paradigma Porții Focșanilor pune zona Moldovei într-o poziție de inferioritate din punctul de vedere al apărării. În context, doctrina apărării centralizate a României, în care Muntenia și Bucureștiul sunt zona centrală de apărare, este asociată presupunerii că Moldova nu poate fi apărată de un atac terestru al trupelor ruse. În consecință, simulările și antrenamentele trupelor române se fac conform opiniei lui Chiper exclusiv în cadrul scenariului Porții Focașanilor, teritoriul situat la nord de aceasta fiind considerat din start zonă tampon, cu consecințe directe negative în ce privește investițiile în infrastructura de transport și în cea militară critică. În acest registru, facilitățile și bazele NATO lipsesc, spre diferență de alte zone alte zone ale României, la nord de linia porții (fapt de notorietate), forțele militare dislocate la nord de Milcov sunt reduse, nici o mare unitate de nivel divizie nu are sediul în Moldova și mijloacele puse la dispoziție militarilor dislocați în zonă sunt modeste.
Opinia lui Chiper privind fortificarea teritorială doar pentru protejarea capitalei și Munteniei, privind acumularea de către Moldova a decalajelor în raport cu infrastructura și privind sacrificarea teritoriului moldovenesc în cazul „unui atac dinspre răsărit, în mod explicit din partea Rusiei” (Dorin, Dobrincu, 2024) și privind crearea astfel, a unor condițiilor favorizante pentru subdezvoltare, este împărtășită de istoricul Dorin Dobrincu. Mai mult, acesta consideră situația de fapt ca fiind în practică o invitație adresată unui eventual agresor venit dinspre est de a iniția o invazie, Dobrincu indicând în mod explicit ca potențial agresor, Rusia. Tot Dobrincu caracterizează unitățile staționate în Modova ca fiind, în practică, un fel de ariergardă destinată să acopere retragerea pe Carpați și la sud de Milcov.
| “                      | Toate acestea au contribuit decisiv la periferializarea Moldovei în statul român, la inducerea ideii că moldovenii sunt cetățeni de mâna a doua ai României, la învinovățirea repetată că sunt incapabili să se dezvolte, aceasta în condițiile în care toate deciziile majore, de la marile investiții și până la apărare, se iau în afara regiunii lor, fără niciun fel de consultare reală sau de explicații publice credibile. | ” |
| — Dorin Dobrincu, 2024 | |   |

În consecință, deși statul rus nu este o putere maritimă reală și gândirea militară rusă abordează principial potențiala invazie a Europei pe cale terestră, tocmai Moldova, care este singura zonă prin care trupele ruse pot invada în mod direct România ar fi, în opinia lui Chiper, neglijată strategic, fiind lăsată neacoperită de planurile operative.
Regiunile de dezvoltare ale României supuse în mod potențial, din perspectivă geostrategică, amenințării ruse.Regiunea de dezvoltare Nord-EstRegiunea de dezvoltare Sud-Est
Este de menționat, în acest context opinia lui Flavius Cojocaru (specialist în domeniul securitatății globale), conform căreia pe lângă explicația evidentă a faptului că majoritatea coridoarelor rutiere de transport la profil de autostradă erau, la nivelul anului 2022 plasate în mod majoritar în Transilvania, respectiv în spațiul intracarpatic – reprezentată de faptul că zona este mai aproape de Occident, există și o altă posibilă explicație fundamentată geostrategic. Astfel, un rol l-ar fi avut impedimentul geopolitic reprezentat de faptul că România a avut la est vecini pro-ruși, respectiv Republica Moldova până în 2020 și Ucraina până în 2014. De abia ulterior acestor ani, în care, influența rusă a fost limitată în respectivele state aproape complet, a devenit mai fezabilă în contextul scăderii importante a riscului de plasare a unor contingente militare ruse aproape de granița estică a României, construcția de autostrăzi în Moldova și Dobrogea. În același registru, deși existau încă (în 2022) factorul transnistrean și invazia rusă în Ucraina, aceastea păreau a se afla în parametri acceptabili pentru Occident, dată fiind puterea Ucrainei de a stopa manu militari Rusia, drept care a putut debuta un program de investiții în infrastructura de transport, destinat acestor areale.

Paradigma respectivă, conform căreia apărarea României față de o potențială agresiune rusă dinspre est trebuie să fie fundamentată pe o retragere prealabilă pe poziții mai avantajoase (gen Poarta Focșanilor), urmată de o recâștigare a teritoriului pierdut cu ajutorul aliaților din NATO, este necesar să fie schimbată, în opinia lui Chiper. Această schimbare este impusă în mod necesar de contextul concret al supunerii populației civile ucrainene genocidului, epurării etnice și crimelor de război de către trupele ruse în timpul actualei invazii ruse în Ucraina. Potențialul practic al acestei schimbări se fundamentează și pe exemplul dovezilor efective oferite de eficiența bună a rezistenței armate ucrainene în raport cu trupele ruse, într-un relief de stepă întinsă cu diferențe de nivel minime și cu o largă vizibilitate. Moldova Occidentală, în acest context oferă în partea de est un relief net superior ca potențial defensiv, față de stepa ucrainenană în care au rezistat cu succes militarii ucraineni, invaziei ruse.
O paradigmă operațională asemănătoare României a avut, anterior anului 2023 în ce privește apărarea orientată spre est și armata poloneză, planurile militare presupunând inițial o retragere pe aliniamentul mai ușor de apărat al Vistulei, urmând ca polonezii să-și recâștige teritoriul pierdut cu sprijinul NATO. Începând din anul 2023 însă, planurile operaționale poloneze iau în considerarea apărarea efectivă a întregului teritoriu supus amenințării dinspre Rusia și Belarus, aceasta fiind fundamentată însă pe crearea unor noi forțe militare mecanizate.
Aceeași schimbare de paradigmă a avut loc și în cadrul statelor baltice, dat fiind că evidența reprezentată de parcursul războiului din Ucraina a indicat că recâștigarea teritoriilor deja cucerite, de către inamic, este foarte dificilă și implică un cost mare în ce privește viețile umane, timpul și resursele materiale. Astfel, noua abordare  actuală a armatelor statelor respective este cea reprezentată de apărarea întregului teritoriul aliat, în cazul balticilor urmând ca aceștia să apeleze la linii defensive fortificate.
În ce privește România, actual (2024) în afară de problemele generate de deficiențele existente în ce privește nivelul redus al infrastructurii de transport și al celei militare critice actual existente la nord de Poarta Focșanilor, există însă și problema reală a lipsei actuale a unor forțe militare suplimentare, care, să existe și să se antreneze deja pentru apărarea efectivă a zonei Moldovei. Se asociază, la modul general lentoarea ameliorării logisticii și dotării trupelor române, discordantă în raport cu rapiditatea deteriorării climatului de securitate, precum și inexistența în cadrul structurilor armatei, conform opiniei lui Chiper, a unui spirit profund pro-occidental. Ultimul aspect, pe fondul existenței în aceste structuri a unei proporționalități superioare celei din socitatea românească de admiratori ai Rusiei și ai conducerii sale actuale, conduce la riscul ca Armata României să caute „mai curând modalități acomodante cu un inamic pe care nu-l consideră un pericol existențial” (Mihail, Chiper, 2024).

## Perspective ale societății civile
Ca și concluzie, la nivelul anului 2024 istoricul Mihai Chiper fără a nega totuși eventuala existență a unei planificări sau a unor acțiuni concrete, care, să ia în considerare și să rezolve deficiențele existente conform acestuia, în raport cu scenariul Porții Focșanilor, contestă la momentul 2024 oportunitatea unei eventual secretizări a unei noi doctrine de apărare asumate de către structurile statului român (dacă există), care, să ia în considerarea teritoriul național românesc în întregul său, în ce privește apărarea sa.
El motivează această contestare afirmând că în lipsa unei comunicări publice este subminată încrederea populației, oferind astfel teren fertil aplicării războiului psihologic care, ar preceda uzual un eventual atac al României dinspre est.
La rândul său Dorin Dobrincu îl completează, afirmând că semnalul transmis populației din regiunea Moldovei este unul extrem de prost și care nu face decât să întărească ideea că cei aflați aici nu contează. Aceasta reprezint un factor promotor major atât pentru menținerea regiunii și comunităților de aici în subdezvoltare, cât și a unei rate crescute a emigrării pe fondul problemelor economice apărute în consecință, precum și pe fondul riscului crescut generat de insecuritatea în plan militar.